# Ráskay Lea

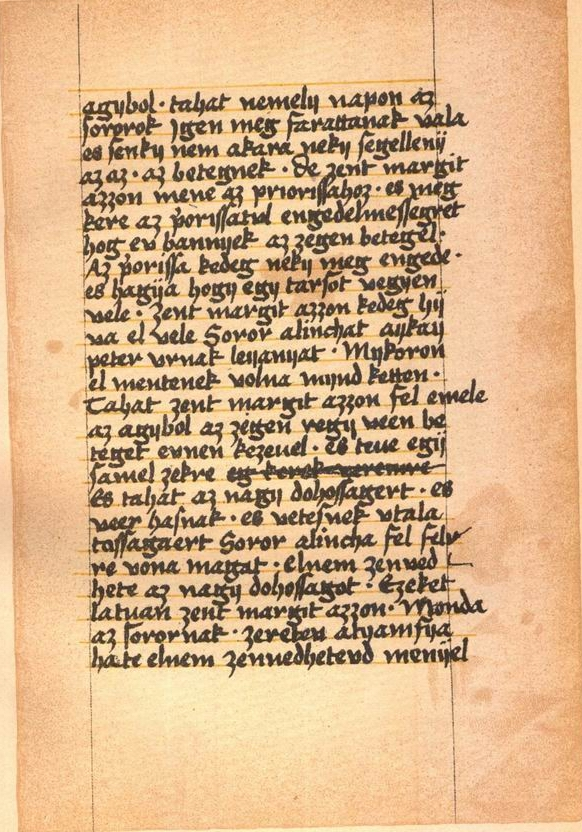
A Margit-legenda kódex 55. oldala, Ráskay Lea kézírása

Ráskay Lea kódexmásoló domonkos apáca a 16. század elején. A Nyulak szigeti kolostorban élt, kiválóan tudott latinul s korának egész műveltségével bírt.

## Élete
Kimagasló műveltsége folytán bizonyára annak a régi főnemesi családnak sarja volt, amely Ráska községről kapta a nevét, s amelynek tagjai már II. Endre (András) alatt, azután a 16. század végéig udvari és országos főtisztségeket viseltek.
A nemesi családok által támogatott scriptoriumban nyugodtan szentelhette életét a másoló munkának. A kolostor könyvtárosa volt, valószínűleg 1510–1527 között. Erre a Bandellus, a rendi generális által küldött regulakötet előzék- és hátlapján lévő, tőle származó bejegyzésekből következtethetünk. Titkári teendőket is ellátott, ugyanis találtak egy általa, Bocskay Ilona nevében írott levelet (Elena priorissza). Társaival párhuzamosan több kódexen is dolgozott, előfordultak megbízásos munkák is. Feltehetően 1526-ban, a zárda kiürítésekor menekült el a törökök elől, s ekkor gondoskodott a becses könyvekről, melyek így fennmaradhattak. Egy társát ismerjük név szerint, Katerinát, azaz Legéndy Katót.
Ráskay Leáról szól Beöthy Zsolt egyik költői elbeszélése.

## Művei

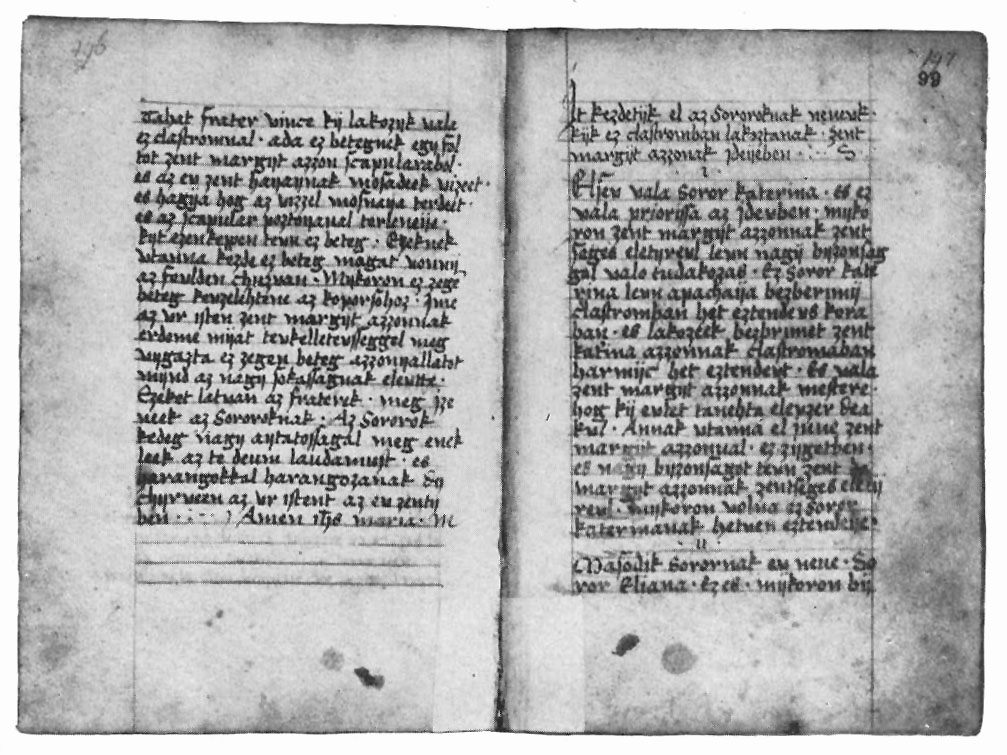
Ráskay Lea margitszigeti dömés apáca Szent Margit legendája

Azonosításukban nagy segítséget nyújt, hogy az éppen lemásolt részek befejezését többször dátummal látta el, s ezekhez általában további megjegyzéseket is csatolt, utalással az adott év legfontosabb eseményeire. 
Az 1510–1522 közötti évekből öt kódexben maradtak fenn tőle másolatok, fordítások:
- a Margit-legenda, mely eredetije 1300-as évek körüli
- a Példák könyve első fele (1510), mely az úgynevezett Cornides-kódex (1514–1519) része volt
- Domonkos kódex (1517)
- a Jordánszky-kódexben (1519)
  - egyes Ószövetségi részletek
  - a négy evangélium fordítása
- Horvát-kódex (1522)

### Stílusa
Ráskay Lea írástípusa bastarda, szépen kivitelezett, jól olvasható írás. A jobb oldali írástükröt nemigen vette figyelembe, ezen gyakran túlírt. Ez az oka annak, hogy a későbbi könyvkötők szóvégeiből, marginálisaiból sokat legyalultak. A szöveg díszítésére nem törekedett. A rubrumozást, az incipitek beírását a középkori gyakorlatnak megfelelően többnyire későbbre halasztotta, s az így gyakran végleg le is maradt.
Helyesírásának alaptípusa a magyar kancelláriai helyesírás, ám annál archaikusabb, feltehetően az akkor már létező domonkos hagyományt követve. Helyesírása következetes, nyelvjárása az északkeleti nyelvjárásterületre utal, s ez megfelel annak a vidéknek, ahonnan a család származik. Sok, társainál több hibát ejtett, amelyre a sok tisztség miatti elfoglaltság lehet a magyarázat.

## Külső hivatkozások
- A kései ómagyar kor a MEK-ből
- Az írásbeliség kezdetei Magyarországon
- A Ráskay család